# Derek Walcott
Derek Walcott (Castries, 23 de janeiro de 1930 – Santa Lúcia, 17 de março de 2017) foi um escritor santa-lucense. Recebeu o Nobel de Literatura de 1992.

## Biografia
O seu pai era um poeta e pintor, tendo falecido quando Derek era criança. A sua mãe era uma professora que lhe recitava Shakespeare. Pediu emprestados 200 dólares para publicar o seu primeiro livro de poesia aos 19 anos, tendo vendido os exemplares nas esquinas das ruas. Recebeu posteriormente uma bolsa para frequentar a Universidade das Índias Ocidentais.
Derek ensinou poesia em várias universidades dos Estados Unidos (Universidade de Boston em 1984), Inglaterra e Canadá.
Em toda a sua trajetória, ele nunca se distanciou da sua ilha natal, onde exercitava a paixão pela pintura, que herdou do pai. Já o interesse pelo teatro foi herdado pela mãe.
Morreu em Santa Lúcia, em 17 de março de 2017. As causas não foram divulgadas, mas a saúde do poeta já estava debilitada há algum tempo. Walcott deixa a companheira Sigrid Nama, um filho, Peter, duas filhas, Anna e Elizabeth, e vários netos.

## Obras

### Poesia
- 1948 25 Poems
- 1949 Epitaph for the Young: Xll Cantos
- 1951 Poems
- 1962 In a Green Night: Poems 1948–60
- 1964 Selected Poems
- 1965 The Castaway and Other Poems
- 1969 The Gulf and Other Poems
- 1973 Another Life
- 1976 Sea Grapes
- 1979 The Star-Apple Kingdom
- 1981 Selected Poetry
- 1981 The Fortunate Traveller
- 1983 The Caribbean Poetry of Derek Walcott and the Art of Romare Bearden
- 1984 Midsummer
- 1986 Collected Poems, 1948-1984
- 1987 The Arkansas Testament
- 1990 Omeros
- 1997 The Bounty
- 2000 Tiepolo's Hound
- 2004 The Prodigal

### Teatro
- 1950 Henri Christophe: A Chronicle in Seven Scenes
- 1951 Harry Dernier: A Play for Radio Production
- 1953 Wine of the Country
- 1954 The Sea at Dauphin: A Play in One Act
- 1957 Ione
- 1958 Drums and Colours: An Epic Drama
- 1958 Ti-Jean and His Brothers
- 1966 Malcochon: or, Six in the Rain
- 1967 Dream on Monkey Mountain
- 1970 In a Fine Castle
- 1974 The Joker of Seville
- 1974 The Charlatan
- 1976 O Baby!
- 1977 Remembrance
- 1978 Pantomime
- 1980 The Joker of Seville and O Babylon!: Two Plays
- 1982 The Isle Is Full of Noises
- 1986 Three Plays (The Last Carnival, Beef, No Chicken, e A Branch of the Blue Nile)
- 1991 Steel
- 1993 Odyssey: A Stage Version
- 1997 The Capeman (letra, em colaboração com Paul Simon)